# 1952年韓国地方議会選挙
1952年韓国地方議会選挙（1952ねんかんこくちほうぎかいせんきょ）は、韓国の地方自治団体である市・邑・面（基礎自治体）と道（市・邑・面の上部に位置する自治体）の議会議員を選出するため1952年4月25日と5月10日に行われた選挙である。

## 概要
1952年、当時の李承晩政権が地方自治実施を決定したことに基づいて行われたものである。朝鮮戦争最中にも係わらず、地方自治実施と議会選挙を急いだ背景には、反李承晩派が多数を占めていた国会を通じた間接選挙では再選が絶望視されていた李承晩大統領が、地方議会構成を通じた支持勢力の形成と、その支持勢力を元にした直接選挙制への憲法改正を実現しようとしていた意図があった。
選挙の結果、市・邑・面では無所属候補が、道議会では自由党が多数を占める結果となった。尚、自由党当選者の多くは、李承晩支持派の院外自由党であった（自由党は1951年12月、野党に対抗する必要性を痛感した李承晩によって結成されたが、改憲方針を巡り李承晩支持派の院外自由党と、反李承晩派の院内自由党に分裂していた）。一方、野党（国民党・国民会・韓青・労総は李承晩支持派）である民主国民党（以下、民国党）は地方議員の総当選者17,850名中39名（0.2％）に留まり、地方議会のほぼ全てが李承晩支持派で占められる結果となった。

## 選挙制度
1949年7月に制定・公布された地方自治法に基づいて行われた。選挙制度の詳細は以下の通りである。
- 選挙権：21歳以上
- 議員任期：4年
- 報酬の有無：無し（名誉職）
- 選挙制度：中選挙区制
- 選挙人の居住要件：選挙日現在4ヶ月以上居住している者
- 立候補に必要な推薦登録の人数

市・道議員：50人以上
市・邑・面議員：10人以上
- ソウル市・道知事：大統領による任命
- 市・邑・面長：地方議会の議員による間接選挙

## 市・邑・面議会選挙
市・邑・面議会選挙は、全国1,541箇所の市・邑・面の内、朝鮮戦争でまだ修復されていなかった漢江以北地域（1市3邑132面）と共産ゲリラ出没地域で治安が安定しなかった全羅北道智異山周辺（8面）を除いた1,397の市・邑・面で実施された（17市・72邑・1,308面）。戦争最中で人口流動が頻繁であったことと軍服務によって選挙人名簿に登載された人は全人口の内、42％程度に留まった。
- 投票日：1952年4月25日
- 選挙人数

市議会選挙：1,111,849名
邑議会選挙：734,538名
面議会選挙：5,689,917名
- 投票率

市：80.2％
邑：88.4％
面：93.1％
- 選出議員数：17,544名（内、3,399名が無投票当選）

市：378名
邑：1,115名
面：16,051名
|    | 自由党 | 民国党 | 国民党 | 国民会 | 韓青  | 労総 | その他 | 無所属 |
| -- | ------ | ------ | ------ | ------ | ----- | ---- | ------ | ------ |
| 市 | 114    | 7      | 2      | 29     | 40    | 5    | 9      | 172    |
| 邑 | 274    | 7      |        | 155    | 229   | 6    | 14     | 430    |
| 面 | 4,056  | 21     | 16     | 2,437  | 2,574 | 12   | 68     | 6,867  |

凡例：民国党（民主国民党）、国民党（大韓国民党）、韓青（大韓青年団）、労総（大韓労総）。

## 道議会選挙
市・邑・面議会選挙が行われた翌5月に道議会選挙が行われた。漢江以北地域のソウル特別市・京畿道、江原道は朝鮮戦争で修復されていなかったため、選挙は実施されず、7つの道（忠清北道・忠清南道・全羅北道・全羅南道・慶尚北道・慶尚南道・済州道）のみで実施された。
- 投票日：1952年5月10日
- 選挙人数：6,358,383名（対象地域における全人口の43％が登録）
- 投票率：81.2％
- 選出議員数：306名
- 候補者数：824名

|          | 自由党 | 民国党 | 国民党 | 国民会 | 韓青 | 労総 | その他 | 無所属 |
| -------- | ------ | ------ | ------ | ------ | ---- | ---- | ------ | ------ |
| 当選者数 | 147    | 4      | 0      | 32     | 34   | 2    | 2      | 85     |

| 道       | 議員 定数 | 立候補 者数 | 党派別当選者数 | 党派別当選者数 | 党派別当選者数 | 党派別当選者数 | 党派別当選者数 | 党派別当選者数 | 党派別当選者数 | 党派別当選者数 | 党派別当選者数 |
| 道       | 議員 定数 | 立候補 者数 | 自由党         | 民国党         | 国民党         | 国民会         | 韓青           | 労総           | その他         | 無所属         | 合計           |
| -------- | --------- | ----------- | -------------- | -------------- | -------------- | -------------- | -------------- | -------------- | -------------- | -------------- | -------------- |
| 忠清北道 | 28        | 63          | 18             |                |                | 2              | 1              |                |                | 7              | 28             |
| 忠清南道 | 46        | 128         | 23             | 1              |                | 2              | 9              |                | 1              | 10             | 46             |
| 全羅北道 | 32        | 89          | 13             | 1              |                | 1              | 9              |                |                | 8              | 32             |
| 全羅南道 | 59        | 129         | 49             | 1              |                | 2              | 2              | 1              |                | 4              | 59             |
| 慶尚北道 | 61        | 166         | 18             |                |                | 11             | 6              |                | 1              | 25             | 61             |
| 慶尚南道 | 60        | 195         | 19             | 1              |                | 11             | 3              | 1              |                | 25             | 60             |
| 済州道   | 20        | 54          | 7              |                |                | 3              | 4              |                |                | 6              | 20             |
| 合計     | 306       | 824         | 147            | 4              | 0              | 32             | 34             | 2              | 2              | 85             | 306            |